# Liste der Monuments historiques in Bermeries
Die Liste der Monuments historiques in Bermeries führt die Monuments historiques in der französischen Gemeinde Bermeries auf.

## Liste der Bauwerke
| Bezeichnung                     | Beschreibung | Standort | Kennzeichnung | Schutzstatus | Datum | Bild |
| ------------------------------- | ------------ | -------- | ------------- | ------------ | ----- | ---- |
| Kapelle des Bauernhofes Cambron |              | (Lage)   | PA00107376    | Inscrit      | 1971  |      |

## Liste der Objekte
| Bezeichnung               | Beschreibung                                         | Standort               | Kennzeichnung | Schutzstatus | Datum | Bild |
| ------------------------- | ---------------------------------------------------- | ---------------------- | ------------- | ------------ | ----- | ---- |
| Skulptur Madonna und Kind | Holz, polychrom gefasst, Anfang des 16. Jahrhunderts | im Besitz der Gemeinde | PM59006801    | Inscrit      | 2000  |      |